# Pisma (település)
Pisma (orosz nyelven: Пышма) városi jellegű település Oroszország európai részén, a Szverdlovszki területen. A Pismai járás székhelye.
Lakossága: 9806 fő (a 2010. évi népszámláláskor).

## Elhelyezkedése
A Szverdlovszki terület déli részén, a Pisma és mellékfolyója, a Jurmacs partján, Jekatyerinburg területi székhelytől kb. 180 km-re keletre helyezkedik el. Vasútállomás (Oscsepkovo) a Transzszibériai vasútvonal Jekatyerinburg–Tyumeny közötti szakaszán. A település északi szélén vezet az R351-es főút (oroszul: ).

## Története
Az első orosz telepesek a 17. század elején jelentek meg a Pisma mellékének manysik és hantik lakta, részben már baskírok által is lakott földjein. A hagyomány szerint 1646-ban telepedtek le itt az északnyugati Velikij Usztyug városból érkezett óhitűek, az orosz Oscsepkov-testvérek. Róluk, illetve a folyóról nevezték el a helységet, ahol 1655-ben cölöperődöt építettek, melyet szibériai tatárok 1662-ben feldúltak és felégettek. A falut 1723-ban a jekatyerinburgi vaskohászati üzemnek rendelték alá, parasztjait ottani munkára kötelezték. A Moszkvából Szibériába vezető, 1763-ban megnyitott kocsiút és postai útvonal (Szibirszkij trakt) Pismát is érintette, lakóira hárult az útszakasz fenntartása és kiszolgálása. A falu templomának alapjait 1808-ban rakták le; alsó szintjét 1820-ban, felső szintjét 1842-ben szentelték fel. A Jekatyerinburg–Tyumeny vasútvonal megépítésével (1883–1885) új szakasz kezdődött a vidék és a falu életében, fokozatosan kapcsolatba került az ipar és a kereskedelem központjaival. Pisma 1924-ben lett járási székhely, 1943-ban városi jellegű település címet kapott.